# Nationella veterandagen

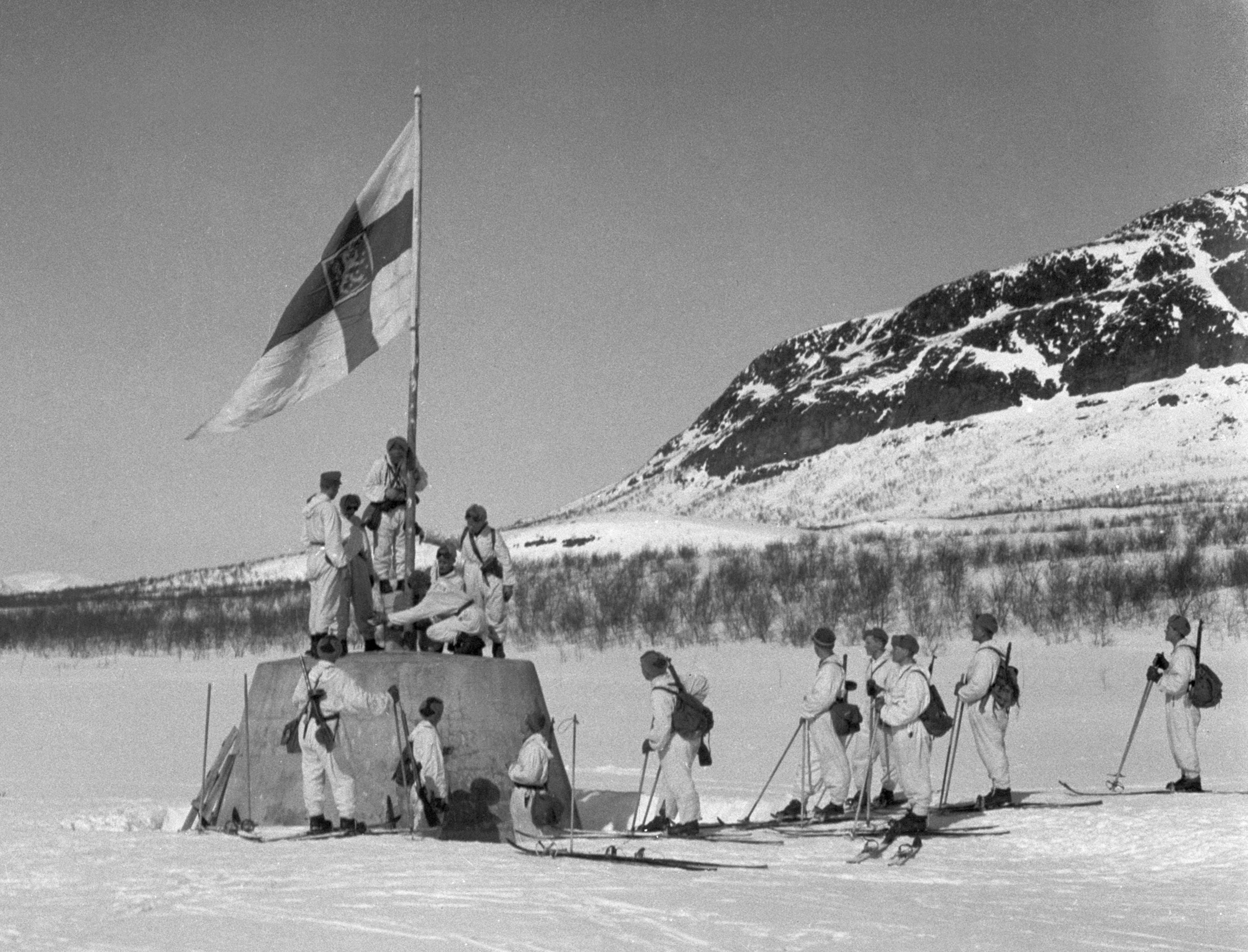
Finska soldater reser fanan vid Treriksröset den 27 april 1945

Nationella veterandagen (finska: kansallinen veteraanipäivä) är en minnesdag för nu levande finska krigsveteraner. Veterandagen, som är 
flaggdag i Finland, har firats den 27 april varje år sedan år 1987. Stupade krigsveteraner hedras på De stupades dag. 

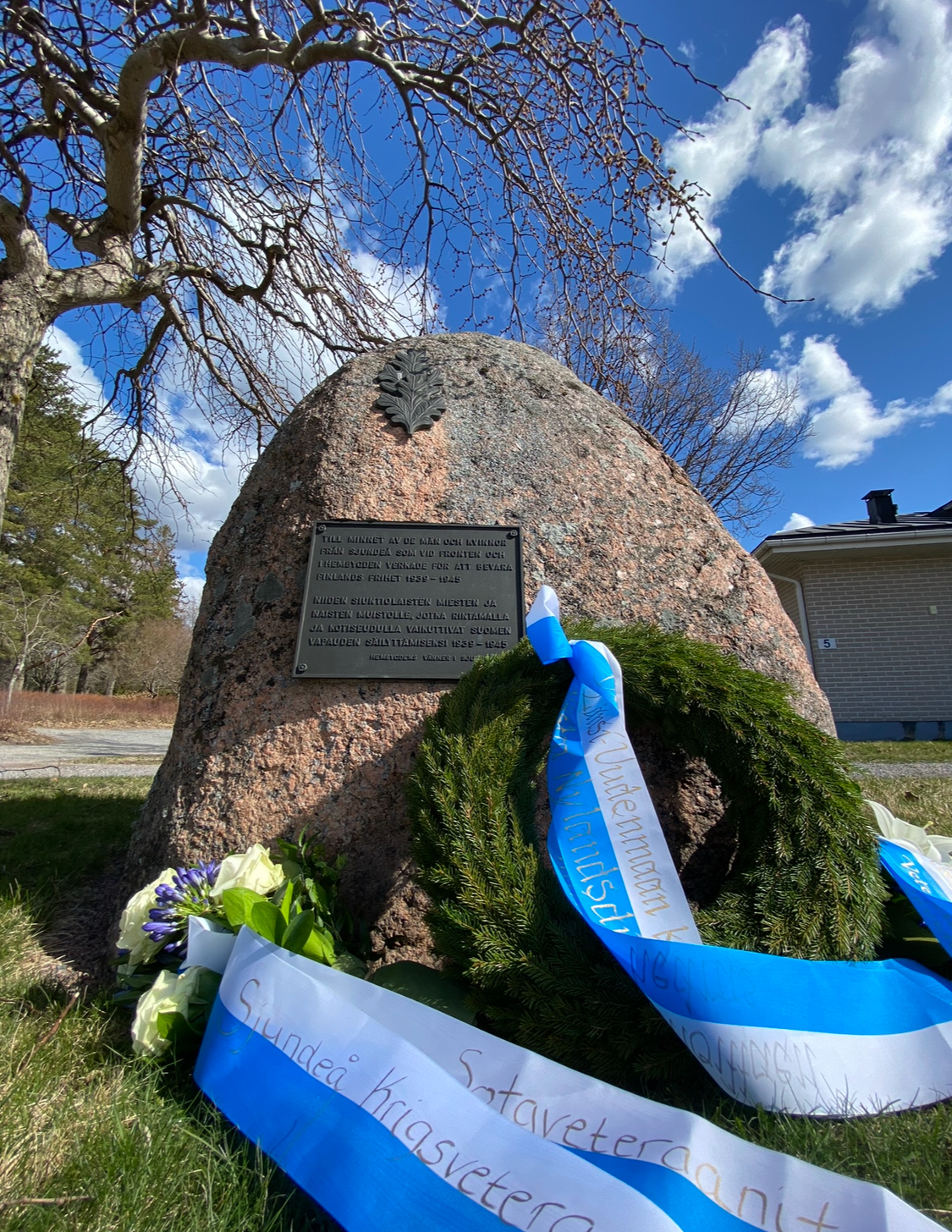
Nedlagda kransar vid veteranstenen i Sjundeå.

Nationella veterandagen firas  till minne av att Lapplandskriget och därmed andra världskriget tog slut för Finlands del den 27 april 1945. Bakgrunden till veterandagen var att många som deltagit i krigen aldrig hade uppmärksammats av staten. Firandet utgörs av ett huvudarrangemang i någon stad, år 2019 i Kuopio, samt större eller mindre lokala tillställningar i samarbete med lokala veteranorganisationer. 
I samband med firandet har statliga förtjänsttecken utdelats till krigsveteranerna. Efter den sista utdelningen i Kuopio har uppemot 10 000 veteraner fått sina förtjänsttecken.
Det fanns år 2019 cirka 10 000 krigsveteraner i Finland. Medelåldern är 94 år och omkring  1 500 av dem är krigsinvalider